# ضرعاء خريفية
ضرعاء خريفية (الاسم العلمي:Mammillaria autumnalis) هي نوع غير مؤكد من النباتات يتبع جنس الضرعاء من الفصيلة الصبارية.